# Homokmégy
Homokmégy – wieś i gmina w południowej części Węgier, w pobliżu miasta Kalocsa.
Miejscowość leży na obszarze Wielkiej Niziny Węgierskiej, w komitacie Bács-Kiskun, w powiecie Kalocsa. Gmina liczy 1387 mieszkańców (2009) i zajmuje obszar 70,32 km².